# 鈴木忠重
鈴木 忠重（すずき ただしげ、天正12年（1584年） - 万治元年10月19日（1658年11月14日））は、安土桃山時代から江戸時代前期にかけての武将。松代藩家老。真田氏家臣の名胡桃城代鈴木重則の子。通称は右近。幼名は小太郎。号は閑斎。

## 略歴
天正17年（1589年）6歳の時、上野名胡桃城が北条家臣で沼田城主猪俣邦憲に奪われ、父・重則が自害した名胡桃事件の際には、母とともに北条氏に捕われる。城から解放された後は真田昌幸に引き取られその家臣となった。
19歳の時に出奔、その際に柳生宗章と出会い、弟子となった。また柳生の庄で柳生宗厳にも剣を学んだと言う。7年間漂泊の後に帰参したが、関ヶ原の戦いの前後に再度出奔した。理由はよくわからない。十余年後に真田氏に帰参し京の伏見真田屋敷留守居役を務める。昌幸死後は沼田城主・真田信之の家臣として、真田氏の松代転封後は重臣に名を連ねた。主君・信之が参勤交代で江戸に向かった後には藩政を司るため松代城に残っていたとされる。
元和2年（1616年）、信之の長男信吉が沼田城主となると、その補佐役となった。しかし、信吉に対して憚らずに諫言したことにより疎まれ、出奔して浪人となった。信吉が死去した後、信之は家臣に命令して江戸に居住していた忠重を呼び返し、忠重は正保3年（1646年）に信之の元に復帰した。
明暦元年（1656年）の信之隠居後、忠重も法泉寺の付近で隠棲し、ここから許可を得て信之の隠居所に伺候した。万治元年（1658年）10月17日に信之が病没した後、10月19日に法泉寺で殉死した。享年75。信之は殉死を禁じていたが、忠重だけには生前に許可を出していた。
出奔・帰参の前後に大きな戦い（関ヶ原・大坂の陣）があることから、真田氏の諜報官であったとする説があるが、証拠になるような史料は見当たらない。

## 関連作品
小説
- 池波正太郎『真田太平記』
- 池波正太郎『男の城』(新潮文庫『あばれ狼』収録)

テレビドラマ
- 真田太平記（NHK新大型時代劇) 演：岡村菁太郎（現・清元延寿太夫）